# Shiing-shen Chern
Shiing-shen Chern (chin. upr. 陈省身, chin. trad. 陳省身, pinyin Chén Xǐngshēn; ur. 26 października 1911 w Jiaxing, zm. 3 grudnia 2004 w Tiencinie) – chiński matematyk, działający przede wszystkim w Stanach Zjednoczonych.

## Życiorys
Studiował matematykę na Uniwersytecie Nankai w Tiencinie (1926–1930), następnie na Uniwersytecie Tsinghua w Pekinie (1931–1934) pod kierunkiem prof. Dan Suna. W 1934 wyjechał na dalsze studia do Europy, najpierw na zaproszenie Wilhelma Blaschkego z Uniwersytetu w Hamburgu (na którym w 1936 obronił doktorat), później do Paryża (gdzie był uczniem Elie Cartana). W 1937 powrócił do Chin i pracował jako wykładowca na Uniwersytecie Tsinghua, czasowo przeniesionym po inwazji japońskiej do miasta Kunming.
Lata 1943–1946 spędził w Instytucie Studiów Wyższych w Princeton, gdzie poznał m.in. Hermanna Weyla i Oswalda Veblena. Za namową Solomona Lefschetza został redaktorem prestiżowego pisma „Annals of Mathematics”. Po II wojnie światowej przyjechał do Szanghaju i założył Instytut Matematyczny Akademii Chińskiej (Academia Sinica), przeniesiony w późniejszych latach do Nankinu.
W 1948 powrócił do pracy w Princeton na zaproszenie Weyla i Veblena i był profesorem Uniwersytetu Chicagowskiego. Od 1960 wykładał na Uniwersytecie Kalifornijskim w Berkeley, w 1961 otrzymał obywatelstwo amerykańskie. Na Uniwersytecie Kalifornijskim powołał do życia Instytut Badań Nauk Matematycznych (1981), którym kierował do 1984. Pozostał w kontakcie z nauką chińską, w 1985 współzakładał Instytut Matematyki Uniwersytetu Nankin. Od 1994 był członkiem Chińskiej Akademii Nauk, a od 1985 należał również do brytyjskiego Royal Society. W 1986 nadano mu honorowe członkostwo Londyńskiego Towarzystwa Matematycznego. Był ponadto m.in. honorowym prezydentem Uniwersytetu Jiaxing.
W pracy naukowej zajmował się m.in. geometrią różniczkową, propagował w Chinach teorię równoważności Cartana. Podał nowy dowód na wzór Gaussa-Bonneta. Jest uważany za jednego z najwybitniejszych matematyków XX wieku. Został wyróżniony Narodowym Medalem Nauki (National Medal of Science) w 1975, a także jako jedyny Chińczyk prestiżową Nagrodą Wolfa w 1984. Krótko przed śmiercią, w maju 2004 otrzymał przyznaną wówczas po raz pierwszy Nagrodę Shawa.

## Wyróżnienia
- Doktorat honorowy Chinese University of Hong Kong (1969, Hongkong)
- Doktorat honorowy Uniwersytetu Chicagowskiego (1969)
- Chauvenet Prize (1970, Stany Zjednoczone)
- Doktorat honorowy Uniwersytetu w Hamburgu (1971)
- National Medal of Science (1977, Stany Zjednoczone)
- Humboldt-Forschungspreis (1982, Niemcy)
- Doktorat honorowy Politechniki Federalnej w Zurychu (1982)
- Nagroda Wolfa (1984, Izrael)
- Doktorat honorowy Uniwersytetu Nankai (1985)
- Doktorat honorowy State University of New York at Stony Brook (1985)
- Doktorat honorowy Uniwersytetu Technicznego w Berlinie (1986)
- Medal Łobaczewskiego (2002, Rosja)
- Nagroda Shawa (2004, Hongkong)
- Krzyż Wielki Orderu Narodowego Zasługi Naukowej (2011, Brazylia)[1] – pośmiertnie

## Pamięć
- W listopadzie 2004 imię Cherna nadano asteroidzie (29552 Chern).
- Od 2010 Międzynarodowa Unia Matematyczna przyznaje Medal Cherna.